# Melanitis mycena
Melanitis mycena är en fjärilsart som beskrevs av Pieter Cramer 1782. Melanitis mycena ingår i släktet Melanitis och familjen praktfjärilar. Inga underarter finns listade i Catalogue of Life.